# 紀伊修平
紀伊 修平（きい しゅうへい、1969年12月12日 - ）は、日本の俳優。大阪府出身。身長176cm、体重69kg。劇団木山事務所、劇団唐組を経て、マッシュに所属。

## 出演

### 映画
- ママ、かえってこないの?
- PACHINKO
- WINDS OF GOD（1995年）
- 海ほおずき The Breath（1996年）
- 日本黒社会 LEY LINES（1999年） - 送金屋 役
- ダイナマイト鉄（1999年）
- ざわざわ下北沢（2000年） - 追いかける男 役
- 春眠り世田谷（2001年） - 友人 役
- 殺し屋1（2001年） - 垣原組組員 役
- WASABI（2002年） - SAT隊長 役
- グローウィングローウィン（2002年） - 従者 役
- ピカレスク 人間失格（2002年） - 特高刑事 役
- 今昔伝奇 剣地獄（2002年） - 旅の侍 役
- DRIVE（2002年） - 刑事 役
- Dolls（2002年） - 運転手 役
- 幸福の鐘（2003年） - 工員 役
- アイデン&ティティ（2003年） - バンドマネージャー 役
- 北の零年（2005年） - 百姓 役
- 鍵がない（2005年） - 妻に逃げられた男 役
- サイヴァイ（2005年） - 謎の男 役
- 帰れない二人（2006年）
- over8 「化け石」（2007年） - 謎の男 役
- The焼肉ムービー プルコギ（2007年） - タクシー運転手 役
- 監督・ばんざい!（2007年）- 運転手兼秘書 役
- オリヲン座からの招待状（2007年） - 配給会社社員 役
- Cycle（2008年） - ホームレス 役
- Hallucination（2008年） - クラブマネージャー 役
- 色即ぜねれいしょん（2009年） - 体育教師 役
- クヒオ大佐（2009年） - クヒオの父親 役
- 色即ぜねれいしょん（2009年）
- 相棒シリーズ X DAY（2013年） - 班長 役
- 許されざる者（2013年） - 屯田兵兵長 役
- トリハダ -劇場版2-（2014年）
- たたら侍（2017年）
- PESSIM（2017年）
- いつまた、君と 〜何日君再来〜（2017年）
- ごっこ（2018年）
- ひとりずもう（2019年）
- はじまりの日〜ベーシックインカム元年〜（2019年） - 阿波浩二 役

### テレビ
- 火曜サスペンス劇場・消えた殺人者（1999年）
- 永遠の仔 第11話、第12話（2000年）
- 相棒 Season 2 第21話（最終回）「私刑〜生きていた死刑囚と赤いベルの女」（2004年） - 西村（刑務官） 役
- ボイスレコーダー-残された声の記録-ジャンボ機墜落20年目の真実（2005年） - 警官 役
- 白夜行 第6話（2006年）
- ウルトラマンメビウス 第41話「思い出の先生」（2007年） - 中野真一 役
- 特命係長 只野仁 3rdシーズン 第28話（2007年） - 三宅 役
- ホカベン（2009年） - 警官 役
- 仮面ライダーシリーズ
  - 仮面ライダーキバ 第17話・第18話（2008年） - 坂口佐吉 役
  - 仮面ライダーオーズ/OOO 第32話（2011年）
- 銭ゲバ（2009年）
- 怨み屋本舗 REBOOT（2009年）
- 白洲次郎（2009年） - 新聞記者 役
- その時までサヨナラ（2010年）
- 記憶の海（2010年）
- チェイス〜国税査察官〜 第5話（2010年）
- 刑事・鳴沢了〜東京テロ、史上最悪の24時間〜（2010年）
- 明日の光をつかめ 第1シリーズ 第9話、第10話（2010年）
- チャンス! 第2話（2010年）
- 日曜ナイトドラマ 霊能力者 小田霧響子の嘘（2010年）
- 祝女（2010年） - バーテンダー 役、勘違い男 役
- 水曜ミステリー9 密会の宿9 宝石の甘い罠（2012年） - 荻原忠行 役
- トッカン -特別国税徴収官-（2012年）
- 遺留捜査 第2シリーズ（2012年） - 屋形船の客 役
- いつか陽のあたる場所で（2013年） - DVの夫 役
- 連続ドラマW
  - かなたの子 第3話（2013年）
  - 神の手 第3話（2019年）
- シンデレラデート 第12話（2014年）
- 木曜時代劇 鼠、江戸を疾る 第5話（2016年）
- BS時代劇 赤ひげ 第3話（2017年）
- ドラマ24 忘却のサチコ 第2話（2018年）
- プレミアムドラマ 盤上のアルファ〜約束の将棋〜 第2話（2019年）
- シャキーン!（2019年）
- 連続テレビ小説 エール 第43話（2020年） - 客 役
- 水ドラ25 闇芝居(生) 第2話、第4話（2020年）

### Vシネマ
- 狂弾
- 実録極東マフィア戦争暗黒牙浪街 BOSS
- 修羅がゆく
- 首領への道11〜14

### 舞台
- 折れた時間（1999年）
- 暗闇のレクイエム
- 渇いた太陽
- 裏切りの街
- 2学期の風（2006年）
- 夏光線（2007年）
- 孤島
- 動物園が消える日
- 匂ひガラス
- 桃太郎の母
- 流転沖縄

ほか

### CM
- 日本コカ・コーラ

### MV
- MOLE HILL「Time of your life」（2016年）

### ラジオ
- 青春アドベンチャー・ゴー・ゴー! チキンズ パート2 第7回、第9回（2010年）

### WEB
- Sindiy「日本製パスワード管理アプリ」刑事篇（2018年）

### その他
- リマーカブルディレクター・オブ・ザ・イヤー2011CM「日本太郎」（2011年） - 掃除のおじさん 役